# Корягин, Владимир Иванович
Владимир Иванович Корягин (19 декабря 1928 — 30 марта 2012) — передовик советской чёрной металлургии, сталевар электрометаллургического завода «Электросталь» имени Тевосяна Министерства чёрной металлургии СССР, Московская область, Герой Социалистического Труда (1966).

## Биография
Родился 19 декабря 1928 года в селе Рождество Покровского уезда Владимирской губернии, в русской семье. 
В 1943 году, во время Великой Отечественной войны, стал трудиться подручным сталевара в сталеплавильном цехе №1 электрометаллургического завода "Электросталь" в Московской области в городе Электросталь. В 1960 году начал работу сталеваром электродуговой печи сталеплавильного цеха №1 на этом же заводе.
Всегда отличался высоким профессионализмом, выполнял самые сложные работы. Очень быстро осваивал новые методики в работе по изготовлению стали, в том числе марок сплавов оборонного назначения.
Указом Президиума Верховного Совета СССР от 22 марта 1966 года за выдающиеся заслуги достигнутые в развитии чёрной металлургии Владимиру Ивановичу Корягину присвоено звание Героя Социалистического Труда с вручением ордена Ленина и золотой медали «Серп и Молот».
За высокий профессионализм и достижения в работе в восьмой пятилетки был награждён Орденом Октябрьской Революции. Внес значительный вклад в развитие черной металлургии, принимает активное участие в общественной жизни Московской области и города Электростали.
Трудился на заводе до выхода на заслуженный отдых.
Проживал в городе Электросталь Московской области. Умер 30 марта 2012 года. 
Похоронен на кладбище «Тихая Роща» (4 уч.)

## Семья
Жена — Корягина Нина Ивановна (23.09.1928 — 26.01.2005)
- Сын — Корягин Сергей Владимирович (04.10.1956 — 02.12.2000)
- Дочь - Корягина (Королева)Татьяна Владимировна (17.09.1951)

## Адрес
Проживал по адресу: г.Электросталь, ул Радио, д.14, кв.67.

## Награды
За трудовые успехи удостоен:
- золотая звезда «Серп и Молот» (22.03.1966)
- орден Ленина (22.03.1966)
- Орден Октябрьской Революции (30.03.1971)
- Медаль «В ознаменование 100-летия со дня рождения Владимира Ильича Ленина»
- другие медали.

Почётный гражданин города Электросталь (24.11.2005).